# Municipio de Independence (condado de Montgomery)
El municipio de Independence (en inglés, Independence Township) es un municipio del condado de Montgomery, Kansas, Estados Unidos. Tiene una población estimada, a mediados de 2023, de 2198 habitantes.

## Geografía
Está ubicado en las coordenadas 37°10′51″N 95°45′10″O / 37.18083, -95.75278. Según la Oficina del Censo, tiene una superficie total de 161.04 km², de los cuales 157.10 km² corresponden a tierra firme y 4.94 km² están cubiertos de agua.

## Demografía
Según el censo de 2020, en ese momento había 2241 personas residiendo en la zona. La densidad de población era de 14.26 hab./km². El 83.62% de los habitantes eran blancos, el 2.14% eran afroamericanos, el 2.81% eran amerindios, el 0.54% eran asiáticos, el 0.18% eran isleños del Pacífico, el 1.20% eran de otras razas y el 9.50% eran de una mezcla de razas. Del total de la población, el 5.04% eran hispanos o latinos de cualquier raza.